# Amber Galloway Gallego
Amber Galloway Gallego (née en 1977) est une interprète de langue des signes spécialisée dans le chansigne de concerts et festivals musicaux en langue des signes américaine.

## Biographie
Galloway Gallego naît à San Antonio et vit à Houston.
Bien qu'elle ne soit pas sourde, elle est malentendante et est entourée de personnes sourdes et malentendantes depuis qu'elle a cinq ans. Le fils de la partenaire de son père et les deux enfants de sa baby-sitter, entre autres, sont sourds ou malentendants. Elle se rapproche de membres de gangs, et sa mère la renvoie de chez elle alors qu'elle a seize ans. Au lycée, elle est amie avec un joueur sourd de football américain, et elle continue à faire partie de la communauté malentendante lors de ses études supérieures au San Antonio College. La perte d'ouïe de Galloway Gallego est progressive et elle deviendra pleinement sourde à l'avenir. Elle utilise un appareil auditif et la lecture labiale pour communiquer, en parallèle de la langue des signes.
Enfant, Galloway Gallego veut devenir rappeuse, et jeune adulte, elle décide de devenir physiothérapeute. Un conseiller d'orientation l'encourage à prendre des cours d'interprétation en langue des signes américaine. Après un semestre, elle est convaincue et elle obtient finalement un Master en interprétation entre ASL et anglais. Elle interprète son premier concert en 2001.
En 2011, elle épouse son mari Ilija.
Quand elle n'interprète pas, Galloway Gallego enseigne la langue des signes au Houston Community College. Elle possède également une agence d'interprètes de concerts et événements, Amber G Production. En 2014, elle a elle-même interprété plus de 400 concerts.

### Vidéo de Lollapalooza
Une vidéo sur portable prise depuis le public du concert de Kendrick Lamar à Lollapalooza en 2013 montre Galloway Gallego interprétant la chanson Fuckin’ Problems d'A$AP Rocky devient virale après sa publication sur YouTube,. La vidéo élargit le débat de l'accessibilité à la musique. Après la vidéo, Galloway Gallego apparaît dans Jimmy Kimmel Live! avec Wiz Khalifa. Depuis, elle a interprété des concerts d'autres artistes, incluant les Red Hot Chili Peppers et Snoop Dogg.

## Style d'interprétation
L'interprétation de Galloway Gallego incorpore de la langue des signes ainsi que des marqueurs comme les expressions faciales et le langage du corps : elle fait des recherches approfondies sur la chanson et les intentions de l'artiste, et y ajoute des éléments de danse. La première phase de sa préparation est la traduction de la chanson en langue des signes américaines ; les interprétations ne sont pas faites mot à mot. Pour certaines chansons particulièrement rapides, comme Rap God de Eminem, elle utilise des abréviations et signe beaucoup plus rapidement.
Au cours d'un festival, elle doit parfois apprendre par cœur l'interprétation de plus de 150 chansons à la fois.
En interview, Galloway Gallego affirme que toutes ses interprétations sont non-censurées, et qu'elle n'a pas de mal à signer des paroles suggestives, puisqu'elle ne les a pas écrites. Elle explique qu'en langue des signes, il ne s'agit pas seulement de retranscrire les paroles de la chanson mais également ses spécificités instrumentales, comme les riffs.

## Militantisme
En dehors de l'interprétation en langue des signes, les personnes complètement sourdes peuvent ressentir les vibrations émises par le son, et Galloway Gallego encourage la conception de musique pour des personnes quelle que soit leur capacité à entendre.
Galloway Gallego a critiqué les concerts qui ne proposent que du sous-titrage ou qui embauchent les interprètes les moins chers, qui ne sont pas toujours bien formés ou qui n'interprètent que les paroles des chansons.